# Limacodídeos
Limacodídeos (Limacodidae) é uma família de insectos da ordem Lepidoptera.

## Géneros
Contém 274 géneros:
- Acharia
- Adoneta
- Afraltha
- Afrobirthama
- Afromiresa
- Afronarosa
- Afroplax
- Agisa
- Alarodia
- Allothosea
- Altha
- Althonarosa
- Alunus
- Ambaliha
- Andaingo
- Anepopsia
- Angelus
- Anilina
- Ankijabe
- Apluda
- Apoda
- Apodecta
- Apreptophanes
- Araeogyia
- Arbelarosa
- Arctozygaena
- Asbolia
- Astatophlebia
- Baria
- Barilla
- Beggina
- Belippa
- Birthama
- Birthamoides
- Birthamula
- Boisduvalodes
- Brachia
- Brachiopsis
- Brachypecta
- Caffricola
- Caissa
- Calcarifera
- Cania
- Casphalia
- Ceratonema
- Chalcocelis
- Chalcoscelides
- Charistia
- Cheromettia
- Chibiraga
- Chrysamma
- Chrysectropa
- Chrysopolomides
- Clamara
- Claphidia
- Cochliopodina
- Coenobasis
- Collenettea
- Comana
- Comanula
- Compactena
- Compsopsectra
- Contheyla
- Contheyloides
- Cosuma
- Crothaema
- Cryptophobetron
- Ctenolita
- Cyclopterana
- Dactylorhyncha
- Darna
- Delorhachis
- Deltoptera
- Dichromapteryx
- Dinawides
- Doratifera
- Eccopa
- Ecnomoctena
- Elassoptila
- Epiclea
- Epiperola
- Erotomania
- Erythropteryx
- Euclea
- Eukarschia
- Euphlycta
- Euphlyctina
- Euphlyctinides
- Euphobetron
- Euprosterna
- Featheria
- Fletcherodes
- Gavara
- Gyroptera
- Hadraphe
- Halseyia
- Hamartia
- Hampsonella
- Hedraea
- Hegetor
- Hepialopsis
- Heringocena
- Heringodes
- Heuretes
- Hilipoda
- Homosusica
- Hoyosia
- Hydroclada
- Hyphorma
- Hyphormides
- Hypselolopha
- Idonauton
- Inous
- Iraga
- Iragoides
- Irostola
- Isochaetes
- Isozinara
- Jordaniana
- Kronaea
- Lamprolepida
- Laruma
- Latoia
- Latoiola
- Lembopteris
- Lemuria
- Lemuricomes
- Lemuriostroter
- Lepidorytis
- Leucophobetron
- Limacocera
- Limacochara
- Limacolasia
- Limacontia
- Limacorina
- Limacosilla
- Liparolasia
- Lithacodes
- Macroplectra
- Macroplectrina
- Macrosemyra
- Magos
- Mahanta
- Malgassica
- Mambara
- Mambarilla
- Mambarona
- Mandoto
- Mareda
- Mariaeia
- Marmorata
- Matsumurides
- Micraphe
- Microcampa
- Microleon
- Microphobetron
- Miresa
- Miresina
- Monema
- Monoleuca
- Monopecta
- Nagoda
- Nagodopsis
- Narosa
- Narosana
- Narosoideus
- Narosopsis
- Naryciodes
- Natada
- Natarosa
- Neiraga
- Neogavara
- Neomocena
- Neothosea
- Niaca
- Niphadolepis
- Nirmides
- Oidemaskelis
- Olona
- Omocena
- Omocenoides
- Omocenops
- Oxyplax
- Pachyphlebina
- Packardia
- Paraclea
- Paragetor
- Paramonema
- Paraplectra
- Parapluda
- Parasa
- Parasoidea
- Paryphantina
- Penthocrates
- Perola
- Phobetron
- Phocoderma
- Phorma
- Phrixolepia
- Pinzulenza
- Platyprosterna
- Ploneta
- Praesetora
- Praesusica
- Probalintha
- Prolatoia
- Prolimacodes
- Prosternidia
- Pseudaltha
- Pseudanapaea
- Pseudidonauton
- Pseudolatoia
- Pseudomantria
- Pseudomocena
- Pseudopsyche
- Pseudothosea
- Pseudovipsania
- Psythiarodes
- Pygmaeomorpha
- Renada
- Rhamnosa
- Rhypteira
- Scopelodes
- Scotinocerides
- Scotinochroa
- Semibirthama
- Semyra
- Semyrilla
- Setora
- Sibine
- Sisyrosea
- Slossonella
- Spatulifimbria
- Sporetolepis
- Squamosa
- Squamosala
- Stenomonema
- Strigivenifera
- Stroter
- Stroteroides
- Surida
- Susica
- Susicena
- Taeda
- Talima
- Tanadema
- Teinorhyncha
- Tetraphleba
- Thliptocnemis
- Thosea
- Thoseidea
- Tortricidia
- Trachyptena
- Trachyptenidia
- Trichogyia
- Triplophleps
- Trogocrada
- Tryphax
- Ulamia
- Unipectiphora
- Uniserrata
- Unithosea
- Venadicodia
- Vietteiola
- Vietteopoloma
- Vipsania
- Vipsophobetron
- Vipsorola
- Xanthopteryx
- Ximacodes
- Zaparasa
- Zarachella
- Zinara
- Zorostola